# 蘇聯人口

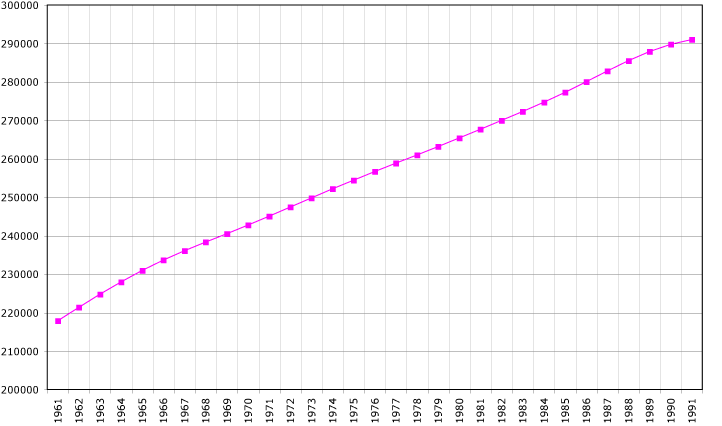
蘇聯人口統計 (1961-1991)
資料來源:FAO, 2005年; 單位:千人

據1989年蘇聯人口普查，蘇聯總人口中70%是東斯拉夫人，12%是突厥，其他民族則佔10%。以下是1990年時蘇聯的人口數據，數據來自世界概況（不含波羅的海國家）。

## 總人口數
- 290,938,469 (1990年7月)

## 人口增長率
- 0.7% (1990)

## 出生率
- 18 出生人口/1,000 人 (1990)

## 死亡率
- 10 死亡人口/1,000人 (1990)

## 移動率
- 0 移民/1,000 人 (1990)

## 嬰兒死亡率
- 24 死亡/1,000 新生兒 (1990)

## 平均壽命
- 男性65歲，女性74歲（1990）

## 總計生育率
- 2.4（1990）